# Боже, храни короля (телесериал)
«Боже, храни короля» (порт. Deus Salve o Rei) — бразильский сериал производства «Глобу». Премьера состоялась 9 января 2018, став заменой сериала «Догоняшки», а завершился сериал 30 июля 2018. Автором идеи является Даниэл Аджафре, режиссёр — Фабрисио Мамберти.
В главных ролях снялись Марина Руй Барбоза, Бруна Маркезини, Ромуло Эстрела, Рикардо Перейра, Джонни Масаро, Кайо Блат, Жозе Фидалго, Тата Вернек, Розамария Муртиньо и Марко Нанини.

## Сюжет
В центре сюжета находятся вымышленные королевства Монтемор и Артена. Между королевствами есть соглашение о поставке воды, которой мало в Монтеморе, но в избытке в Артене. В обмен, Монтемор поставляет в Артену руду. Это соглашение длится, пока не умирает королева Монтемора, Криселия (Розамария Муртиньо), что нарушает мир между двумя королевствами. Афонсо (Ромуло Эстрела) является крон-принцем Монтемора и ему с детства было суждено занять трон; честный и справедливый, он является противоположностью своего младшего брата — безответственного и непоследовательного Родолфо (Джонни Масаро), который думает только о правлении. Влюбившись в простолюдинку Амалию (Марина Руй Барбоза) из Артены, Афонсо отрекается от престола, передавая его неподготовленному брату. Это делает отношения с соседним королевством ещё более хрупкими. Это даёт Катарине (Бруна Маркезини) возможность распространить свои амбициозные планы на Монтемор. Она испорченная и амбициозная принцесса и дочь мудрого и доброжелательного короля Аугусто Артенского (Марко Нанини).

## В ролях
| Актёр / Актриса      | Персонаж                                                 |
| -------------------- | -------------------------------------------------------- |
| Марина Руй Барбоза   | Амалия Джордано                                          |
| Ромуло Эстрела       | Афонсо Монферратский, король Монтемора                   |
| Бруна Маркезини      | Катарина Луртонская, принцесса Артены                    |
| Джонни Масаро        | Родолфо Монферратский, король Алкалуса и принц Монтемора |
| Тата Вернес          | Лукреция Виларосская, принцесса Алкалуса                 |
| Марко Манини         | Аугусто Луртонский, король Артены                        |
| Кайо Блат            | Касио                                                    |
| Рикардо Перейра      | Виржилио                                                 |
| Фернанда Нобре       | Диана Семинели                                           |
| Дебора Оливьери      | Констанция Джордано                                      |
| Винисиус Редд        | Тиаго Джордано                                           |
| Жулио Лопес          | Мартиньо Джордано                                        |
| Марина Мошен         | Селена / София Касерес, королева Ластрильи               |
| Биа Аранте           | Бриси                                                    |
| Алешандре Боржес     | Отавио Касерес, король Ластрильи                         |
| Джованни де Лоренци  | Улиссес                                                  |
| Марсело Айролди      | Ромеро                                                   |
| Дайзи Позато         | Бетания                                                  |
| Моники Алфрадики     | Глория Оливер Лабарка, вдовствующая графиня Кордоны      |
| Бетти Гофман         | Наланда «Нана» Оливер                                    |
| Дантон Мелло         | Грегорио, советник Монтемора                             |
| Мел Майя             | Агнес                                                    |
| Леандро Даниэл       | Петронио                                                 |
| Даниэл Уоррен        | Орландо                                                  |
| Каролина Ферман      | Лусиола Третино                                          |
| Жуан Витор Оливейра  | Сауло                                                    |
| Рафаэл Примо         | Осиэл                                                    |
| Маркос Оливейра      | Эраклито Фернандес, граф Алкалуза                        |
| Тобиас Карриерес     | Леви                                                     |
| Тарсизио Фильо       | Деметрио                                                 |
| Мария Мануэла        | Миртес Луртонский                                        |
| Арамис Триндади      | Олегарио Флорес                                          |
| Паскуал да Консейсан | Луперсио Аркимедес                                       |
| Кристиана Помпео     | Матильда Калигари Флорес                                 |
| Жаэдсон Баия         | Делано                                                   |
| Рафа Вашо            | Эустакио                                                 |
| Жаверт Монтейро      | Лутеро                                                   |
| Изадора Феррити      | Брумела                                                  |
| Жулио Машадо         | Айрес                                                    |
| Жулиа Герра          | Латрина                                                  |
| Изис Пессино         | Изис                                                     |
| Лиезер Тума          | Тимотео                                                  |
| Анселмо Гонсалвес    | Оракул                                                   |